# Pélissanne
Pélissanne (Pelissano en provencal) est une commune française située dans le département des Bouches-du-Rhône, en région Provence-Alpes-Côte d'Azur. Elle fait partie de la Métropole d'Aix-Marseille-Provence.
Ses habitants sont appelés les Pélissannais.

## Géographie

### Situation
Ce village est situé à 6 km de Salon-de-Provence, 26 km d'Aix-en-Provence et 55 km du centre-ville de Marseille.

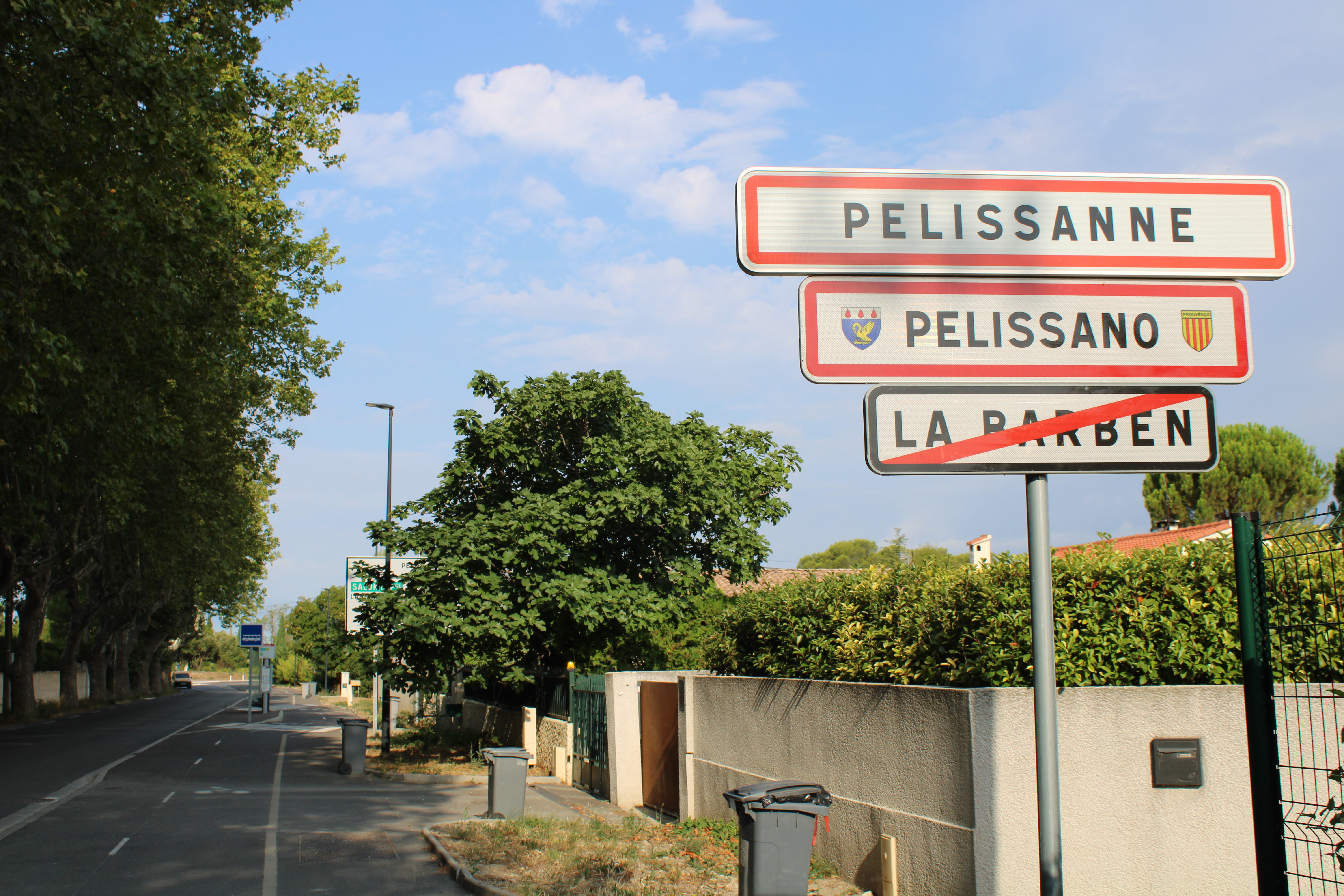
Entrée de la ville avec le nom écrit en occitan

### Communes limitrophes
| Salon-de-Provence | Aurons          | Lambesc   |
| Salon-de-Provence | Pélissanne      | La Barben |
| Salon-de-Provence | Lançon-Provence | La Barben |

### Accès
En voiture
- depuis le nord et le sud : deux sorties sur l'autoroute A7, sortie no 27 Salon Nord, ou bien après échangeur A7/A54, sortie no 15 Salon Sud.
- depuis l'ouest : par l'autoroute A54, sortie no 14 Salon Ouest.
- l'ancienne nationale 7 aujourd'hui D 7n.
- la D 15, depuis Lambesc, Rognes et Le Puy-Sainte-Réparade.
- la D 572, depuis Saint-Cannat.

En bus
La ligne no 8 du réseau Libébus, le réseau de transports urbains de l'Agglopole Provence.
La ligne no 14 du réseau Libébus faisant la liaison entre Salon-de-Provence et Lançon.
En train
- depuis Paris, l'est, le nord et l'ouest : par TGV jusqu'à la gare d'Aix-en-Provence TGV ou la gare d'Avignon TGV, puis navette autocars direction Salon-de-Provence.
- autres : par train corail ou TER jusqu'à la gare d'Avignon-Centre ou la gare de Miramas, puis TER (ligne d'Avignon à Miramas via Cavaillon) jusqu'à Salon-de-Provence.

En avion
- aéroport Marseille-Provence, puis navette autocars direction Salon-de-Provence - ou taxi (40 kilomètres).

### Sismicité
À la suite du décret du 14 mai 1991 définissant le zonage sismique de la France, les Bouches-du-Rhône ont été découpés de la manière suivante :
- Zone II, zone qui correspond à une « sismicité moyenne » : les cantons de Lambesc, Peyrolles-en-Provence et Salon-de-Provence, tous trois de l'arrondissement d'Aix-en-Provence ;
- Zone Ib, zone qui correspond à une « sismicité faible » : les cantons d'Aix-en-Provence et Trets de l'arrondissement d'Aix-en-Provence, les cantons d'Eyguières et Orgon de l'Arrondissement d'Arles et les cantons de Berre-l'Etang, Istres-Nord et Istres-Sud de l'arrondissement d'Istres ;
- Zone Ia, zone qui correspond à une « sismicité très faible » : tous les autres cantons de l'arrondissement d'Aix-en-Provence, les cantons d'Arles-Est, Châteaurenard et Saint-Rémy-de-Provence de l'arrondissement d'Arles, les cantons de Marignane, Martigues-Est et Martigues-Ouest de l'arrondissement d'Istres, et enfin le canton de Roquevaire de l'arrondissement de Marseille ;
- Zone 0, zone qui correspond à une « sismicité négligeable » : tous les autres.

### Faune et flore
C'est dans le massif des Costes que l'on peut rencontrer la faune et la flore méditerranéenne. On y rencontre lapins, perdrix, passereaux, busards et même des aigles de Bonelli (espèce protégée). Le massif est parsemé de thym, romarin, orchidées (protégées sur la zone), chênes verts, pins d’Alep, genévriers et oliviers que l’on cultive pour produire une huile d’olive de qualité.

### Climat
Pour des articles plus généraux, voir Climat de Provence-Alpes-Côte d'Azur et Climat des Bouches-du-Rhône.
En 2010, le climat de la commune est de type climat méditerranéen franc, selon une étude du Centre national de la recherche scientifique s'appuyant sur une série de données couvrant la période 1971-2000. En 2020, Météo-France publie une typologie des climats de la France métropolitaine dans laquelle la commune est exposée à un climat méditerranéen et est dans la région climatique  Provence, Languedoc-Roussillon, caractérisée par une pluviométrie faible en été, un très bon ensoleillement (2 600 h/an), un été chaud (21,5 °C), un air très sec en été, sec en toutes saisons, des vents forts (fréquence de 40 à 50 % de vents > 5 m/s) et peu de brouillards. 
Pour la période 1971-2000, la température annuelle moyenne est de 14,4 °C, avec une amplitude thermique annuelle de 17,1 °C. Le cumul annuel moyen de précipitations est de 622 mm, avec 5,9 jours de précipitations en janvier et 2 jours en juillet. Pour la période 1991-2020, la température moyenne annuelle observée sur la station météorologique de Météo-France la plus proche, « Salon-de-Provence », sur la commune de Salon-de-Provence à 4 km à vol d'oiseau, est de 14,7 °C et le cumul annuel moyen de précipitations est de 594,1 mm. 
La température maximale relevée sur cette station est de 43,4 °C, atteinte le 28 juin 2019 ; la température minimale est de −18,5 °C, atteinte le 12 février 1956,,. 
| Mois                                  | jan.             | fév.             | mars            | avril         | mai             | juin           | jui.            | août           | sep.           | oct.            | nov.            | déc.             | année      |
| ------------------------------------- | ---------------- | ---------------- | --------------- | ------------- | --------------- | -------------- | --------------- | -------------- | -------------- | --------------- | --------------- | ---------------- | ---------- |
| Température minimale moyenne (°C)     | 1,8              | 1,9              | 4,5             | 7,2           | 11              | 14,9           | 17,3            | 17,1           | 13,7           | 10,5            | 5,9             | 2,6              | 9          |
| Température moyenne (°C)              | 6,7              | 7,3              | 10,5            | 13,2          | 17,2            | 21,3           | 24              | 23,7           | 19,7           | 15,7            | 10,5            | 7,2              | 14,7       |
| Température maximale moyenne (°C)     | 11,5             | 12,7             | 16,5            | 19,3          | 23,4            | 27,8           | 30,7            | 30,4           | 25,7           | 20,9            | 15,2            | 11,9             | 20,5       |
| Record de froid (°C) date du record   | −14,3 24.01.1963 | −18,5 12.02.1956 | −9,4 02.03.05   | −4,3 08.04.21 | −0,9 01.05.1960 | 4,2 04.06.1984 | 7,6 17.07.00    | 7,7 08.08.1978 | 3,1 30.09.1974 | −3,6 31.10.1997 | −7,6 23.11.1998 | −14,4 28.12.1962 | −18,5 1956 |
| Record de chaleur (°C) date du record | 20,8 10.01.15    | 23,1 24.02.20    | 25,7 24.03.1994 | 29,2 10.04.11 | 34,4 24.05.09   | 43,4 28.06.19  | 39,7 26.07.1983 | 39,8 01.08.20  | 35,1 04.09.23  | 30,1 01.10.23   | 24,2 01.11.22   | 22 04.12.1961    | 43,4 2019  |
| Précipitations (mm)                   | 54,4             | 34,2             | 36,6            | 56,4          | 44              | 30,6           | 13,7            | 30,5           | 78,9           | 85,6            | 84,1            | 45,1             | 594,1      |

| Diagramme climatique                                  |             |             |             |          |              |              |              |              |              |             |             |
| J                                                     | F           | M           | A           | M        | J            | J            | A            | S            | O            | N           | D           |
| 11,51,854,4                                           | 12,71,934,2 | 16,54,536,6 | 19,37,256,4 | 23,41144 | 27,814,930,6 | 30,717,313,7 | 30,417,130,5 | 25,713,778,9 | 20,910,585,6 | 15,25,984,1 | 11,92,645,1 |
| Moyennes : • Temp. maxi et mini °C • Précipitation mm |             |             |             |          |              |              |              |              |              |             |             |

Les paramètres climatiques de la commune ont été estimés pour le milieu du siècle (2041-2070) selon différents scénarios d'émission de gaz à effet de serre à partir des nouvelles projections climatiques de référence DRIAS-2020. Ils sont consultables sur un site dédié publié par Météo-France en novembre 2022.

### Hydrographie
Pélissanne est traversée par la Touloubre d'est en ouest et le canal de Matheron, dérivation locale du canal de Craponne, du nord au sud. Le canal EDF longe la commune à l'ouest ; toutefois il ne fait partie de la commune que pour quelques mètres seulement.

## Urbanisme

### Typologie
Au 1er janvier 2024, Pélissanne est catégorisée centre urbain intermédiaire, selon la nouvelle grille communale de densité à 7 niveaux définie par l'Insee en 2022.
Elle appartient à l'unité urbaine de Salon-de-Provence, une agglomération intra-départementale dont elle est une commune de la banlieue,. Par ailleurs la commune fait partie de l'aire d'attraction de Marseille - Aix-en-Provence, dont elle est une commune de la couronne,. Cette aire, qui regroupe 115 communes, est catégorisée dans les aires de 700 000 habitants ou plus (hors Paris),.

### Occupation des sols
L'occupation des sols de la commune, telle qu'elle ressort de la base de données européenne d’occupation biophysique des sols Corine Land Cover (CLC), est marquée par l'importance des territoires agricoles (45,5 % en 2018), en diminution par rapport à 1990 (50,7 %). La répartition détaillée en 2018 est la suivante : 
zones urbanisées (26 %), milieux à végétation arbustive et/ou herbacée (25,6 %), zones agricoles hétérogènes (22,9 %), cultures permanentes (16,4 %), terres arables (4,2 %), forêts (2,8 %), prairies (2,1 %). L'évolution de l’occupation des sols de la commune et de ses infrastructures peut être observée sur les différentes représentations cartographiques du territoire : la carte de Cassini (XVIIIe siècle), la carte d'état-major (1820-1866) et les cartes ou photos aériennes de l'IGN pour la période actuelle (1950 à aujourd'hui).

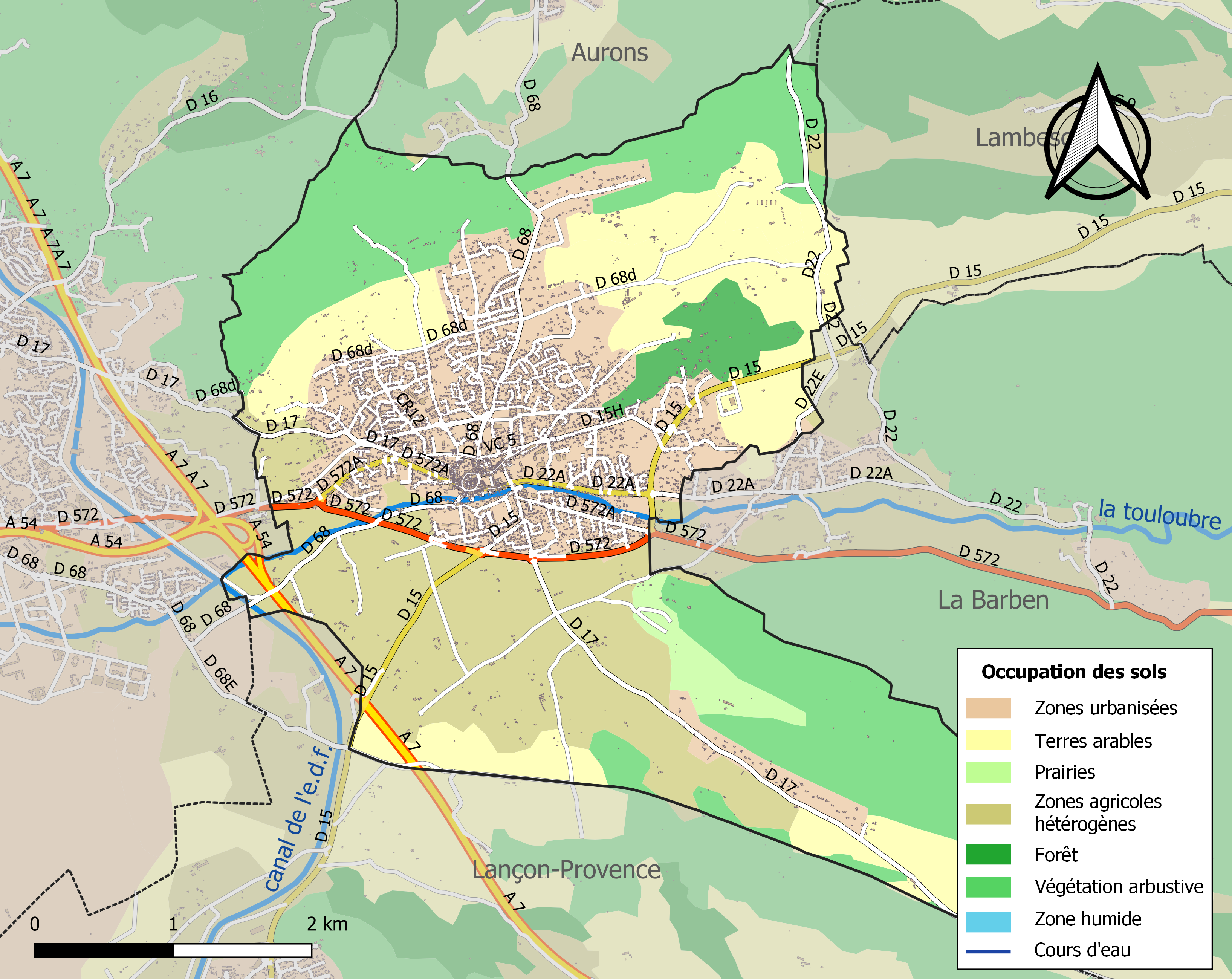
Carte des infrastructures et de l'occupation des sols de la commune en 2018 (CLC).

## Histoire

### Faits historiques

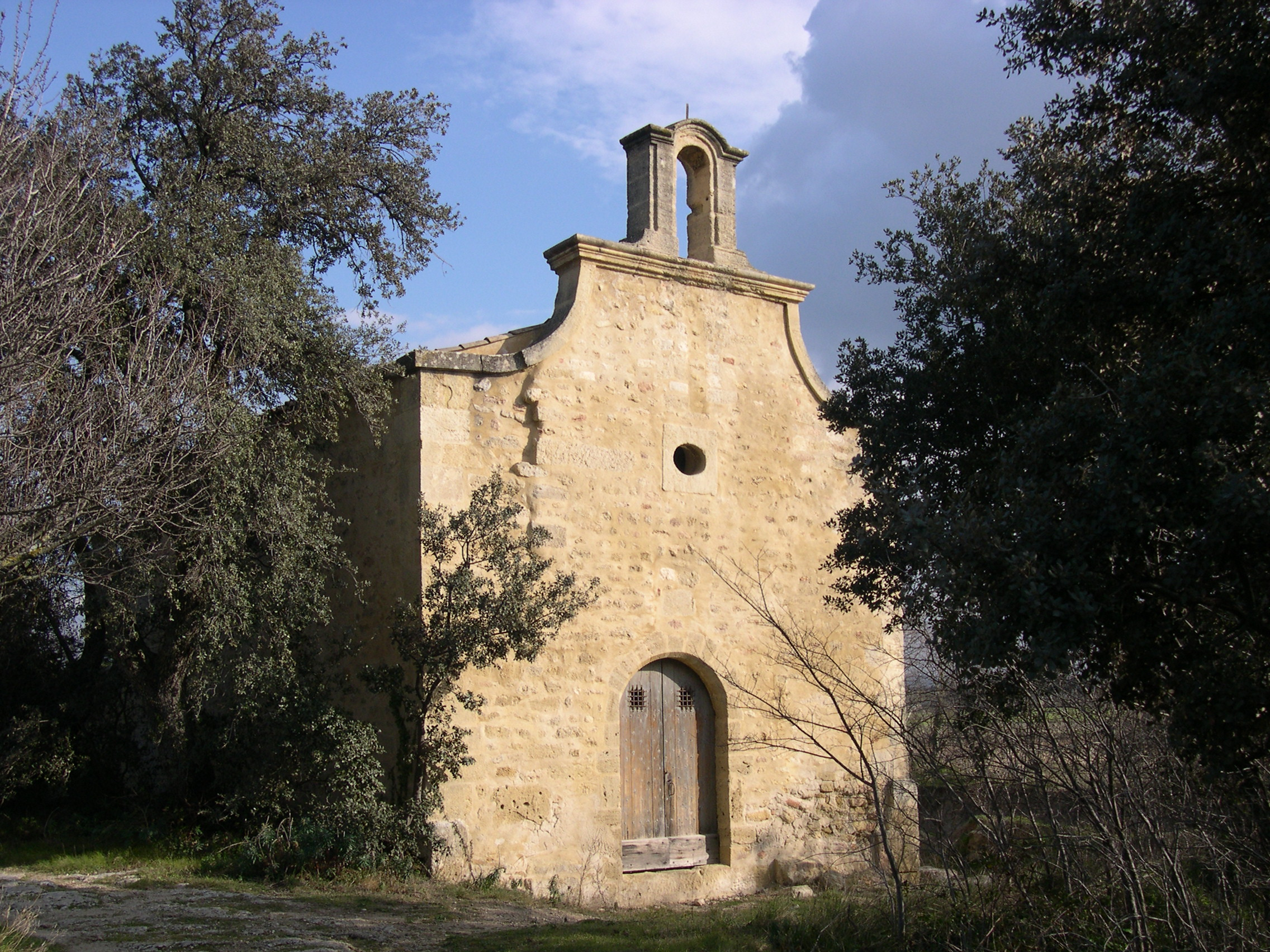
Chapelle Saint-Laurent.

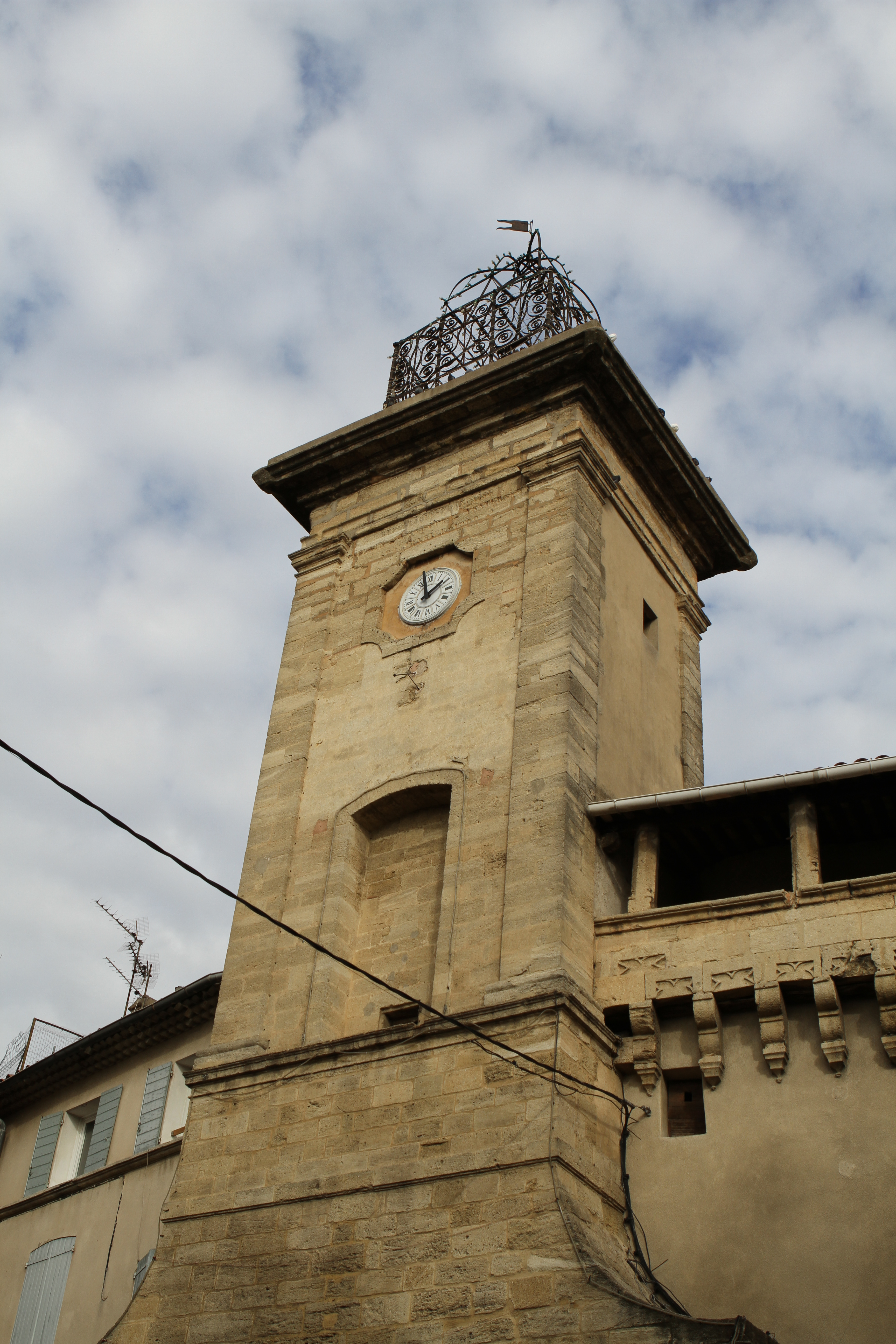
Pélissanne.

Dès l’Antiquité, Pélissanne est une ville carrefour. Les fouilles archéologiques, autour de la chapelle Saint-Laurent, commencées dans les années soixante-dix ont permis la découverte de nombreux vestiges de la période néolithique. Des vestiges importants ont ainsi été mis au jour : une villa gallo-romaine datant du Ier siècle av. J.-C. ainsi que des fondations d'une église du Ve siècle et de sa nécropole.
Les voies auréliennes des Côtes et de Redourtière relient alors Pélissanne aux grandes villes romaines.

### Moyen Âge
Raymond Martini (?-av.1358) fut un notaire originaire d'Aix et de nombreuses fois clavaires. Lorsqu'il fut baile de Pélissanne ; il acheta le 1er septembre 1345, les droits comtaux de cette localité avec Guillaume Maximi, de Barcelonnette.
La mort de la reine Jeanne Ire ouvre une crise de succession à la tête du comté de Provence, les villes de l’Union d'Aix (1382-1387) soutenant Charles de Duras contre Louis Ier d'Anjou. Le roi de France, Charles VI, intervient et envoie le sénéchal de Beaucaire, Enguerrand d'Eudin, auquel se rallie Guillaume-Roger de Turenne. Pélissanne, possession de ce dernier, se trouve donc neutre en début de guerre, et du côté angevin à la fin de la décennie.
La ville signe son rattachement au territoire français en 1483 lors de l'annexion par Louis XI de la Provence.
Au XVIe siècle, l’agriculture connaît un nouvel essor grâce à la construction du canal de Craponne. De nouveaux moulins sont installés sur son cours et s’ajoutent aux moulins situés sur la Touloubre.
Peu à peu, la vieille ville devient un quartier résidentiel avec de nombreux hôtels particuliers encore visibles aujourd’hui. Après la Révolution, l’artisanat se développe.
Le village est touché par le séisme de 1909 en Provence. Il fait référence à un séisme de magnitude 6,2 sur l'échelle de Richter qui s'est produit dans le Sud-Est de la France et qui toucha les villes de Salon-de-Provence, Vernègues, Lambesc, Saint-Cannat et Rognes dans le massif de la Trévaresse en Provence. C'est le tremblement de terre de magnitude la plus élevée enregistré à ce jour[Quand ?] en France métropolitaine.
La commune de Pélissanne était défenderesse dans la célèbre affaire du canal de Craponne.

## Politique et administration

### Tendances politiques et résultats
| Scrutin             | Scrutin             | 1er tour | 1er tour | 1er tour | 1er tour | 1er tour | 1er tour | 1er tour | 1er tour  | 1er tour | 1er tour | 1er tour | 1er tour | 2d tour | 2d tour | 2d tour | 2d tour | 2d tour | 2d tour |
| Scrutin             | Scrutin             | 1er      | 1er      | %        | 2e       | 2e       | %        | 3e       | 3e        | %        | 4e       | 4e       | %        | 1er     | 1er     | %       | 2e      | 2e      | %       |
| ------------------- | ------------------- | -------- | -------- | -------- | -------- | -------- | -------- | -------- | --------- | -------- | -------- | -------- | -------- | ------- | ------- | ------- | ------- | ------- | ------- |
| Présidentielle 2017 | Présidentielle 2017 |          | FN       | 25,30    |          | LR       | 23,66    |          | EM        | 21,88    |          | LFI      | 16,30    |         | EM      | 58,84   |         | FN      | 41,16   |
| Présidentielle 2022 | Présidentielle 2022 |          | LREM     | 26,88    |          | RN       | 25,85    |          | LFI       | 16,41    |          | REC      | 10,87    |         | LREM    | 51,79   |         | RN      | 48,21   |
| Législatives 2022   | 8e                  |          | Ren-Ens  | 32,83    |          | RN       | 20,73    |          | LFI-Nupes | 19,28    |          | LR       | 14,24    |         | Ren     | 58,46   |         | RN      | 41,54   |
| Législatives 2024   | 8e                  |          | RN       | 39,71    |          | Ren-Ens  | 33,22    |          | LFI-NFP   | 19,07    |          | LR       | 4,63     |         | Ren     | 54,59   |         | RN      | 45,41   |

### Liste des maires
Liste des maires qui se sont succédé à la mairie de Pélissanne :
| Période                                  | Période      | Identité          | Étiquette | Qualité |
| ---------------------------------------- | ------------ | ----------------- | --------- | --- |
| 1971                                     | 1973         | Paul Cler         |           | |
| 1973                                     | 18 mars 2001 | Jean-Marie Magnan | PRG       | |
| 18 mars 2001                             | En cours     | Pascal Montécot   | LR        | Chef d'entreprise Vice-président de la Métropole d'Aix-Marseille-Provence, chargé du patrimoine, de la logistique et des moyens généraux |
| Les données manquantes sont à compléter. |              |                   |           | |

### Jumelages
La commune de Pélissanne est jumelée avec  Miliès (Grèce) depuis 2007.

## Population et société

### Enseignement

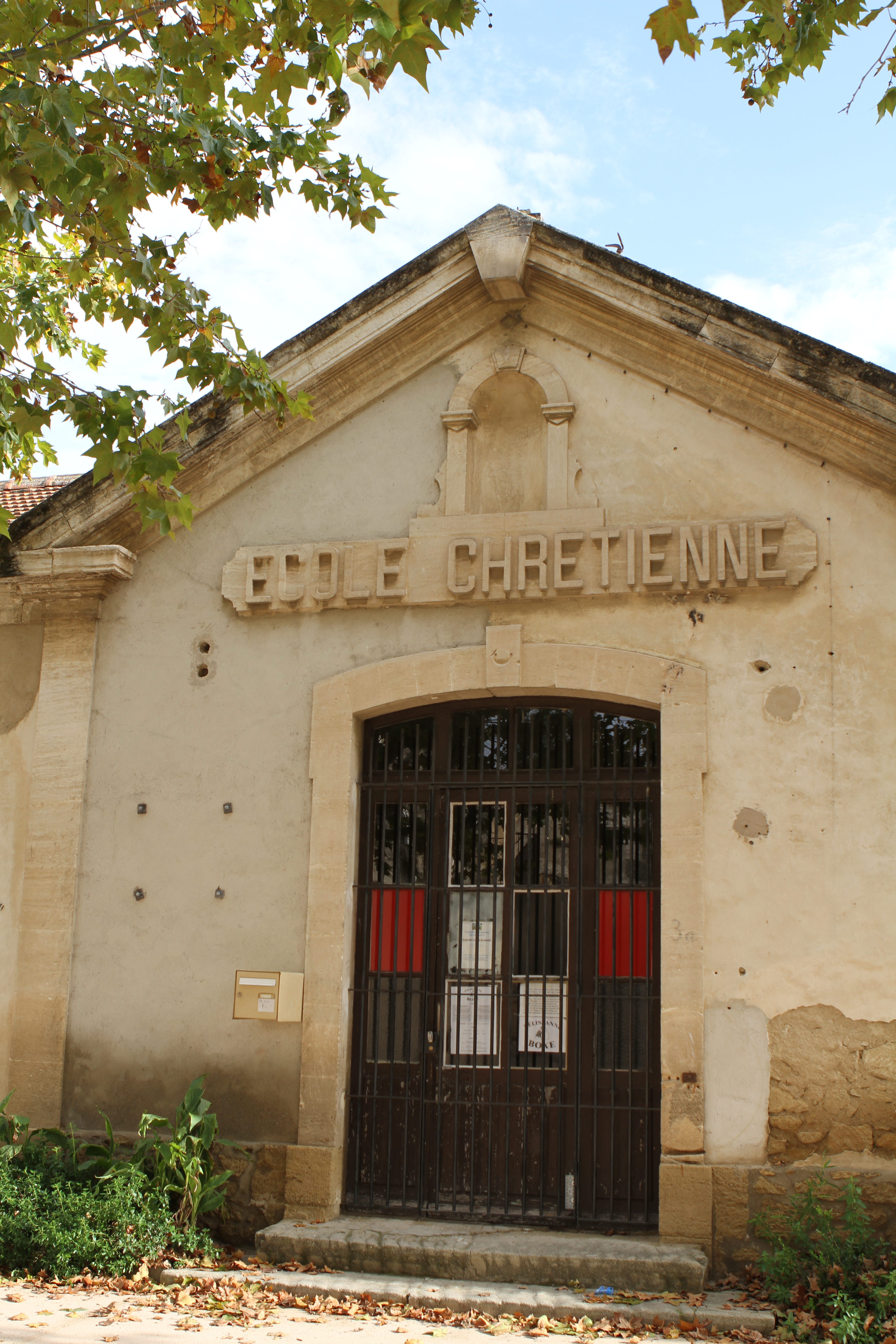
École chrétienne.

- Maternelle : Ecole de la gare, Enjouvènes, Jeanne-d'Arc et Plan-de-Clavel.
- Élémentaire : Enjouvènes, Plan-de-Clavel, Jeanne-d'Arc, Ecole de la gare
- Collège Roger-Carcassonne.

### Sport et activités

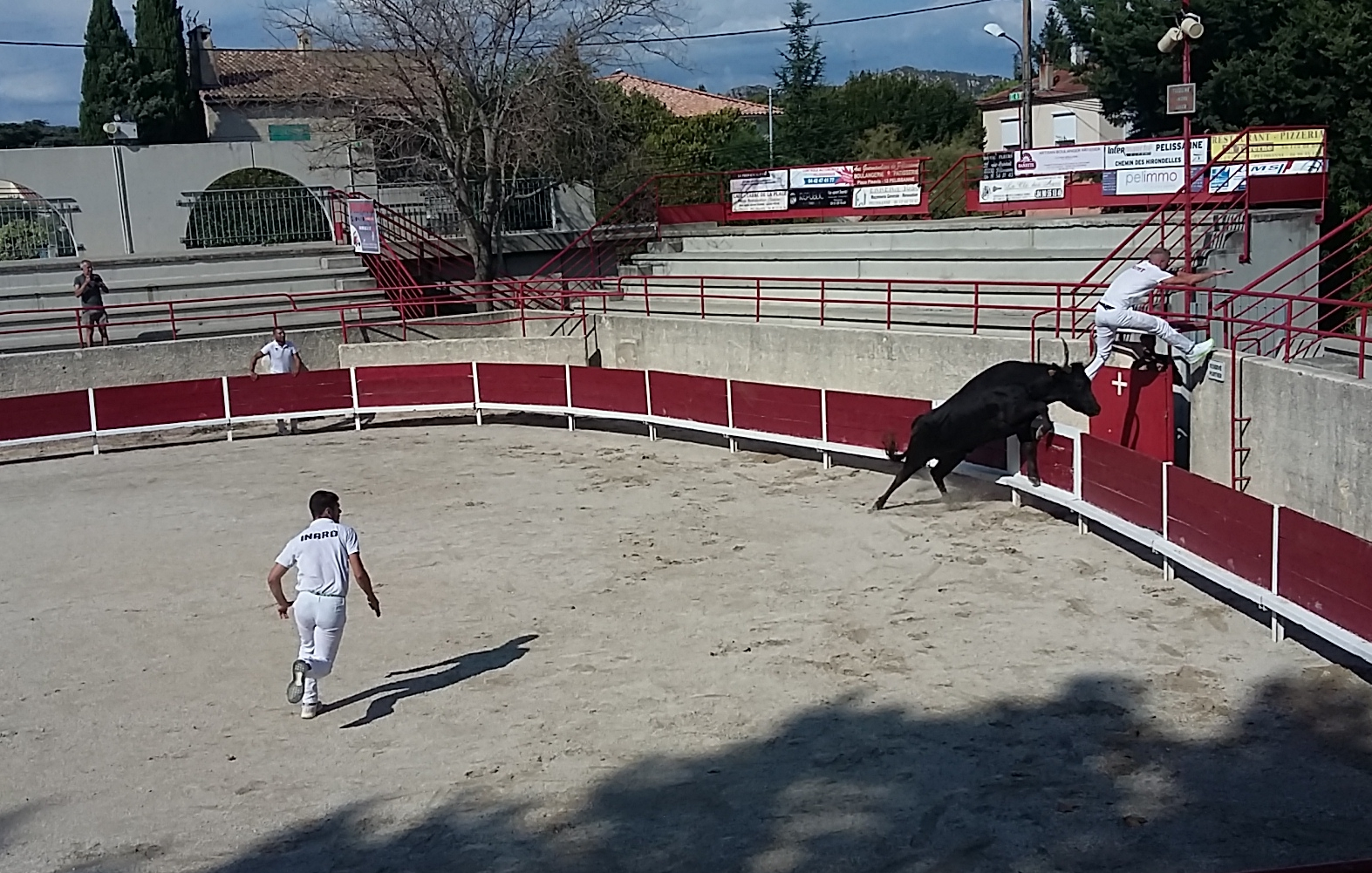
Course de taureaux camarguais dans les arènes lors des Fêtes de Pélissanne en août 2021.

- Courses de taureaux camarguais dans les arènes.
- Football : un terrain en synthétique, une plaine sportive et un terrain stabilisé. Le club de la ville, l'US Pélican, joue en rouge et noir.
- Tennis : 4 courts au tennis club pélissannais + 2 nouveaux réalisés en 2010
- Activité plein-air de la Prouvenque : Skate-park, boulodrome, terrain de basket
- Stade d'athlétisme
- Salle Paul-Tacher : lieu de rencontres sportive de baske-tball, volley-ball, handball, danse
- Salle Malacrida : salle des fêtes de Pélissanne reconvertie à maintes reprises en terrains de badminton, salle de danse
- Salle des Sports : un dojo, une salle de boxe, une salle de fitness et un studio de danse
- Espace jeunes : terrain de basket en plein-air

### Manifestations culturelles et festivités
- Le Grand Marché se tient tous les dimanches avenue du Général-de-Gaulle, rue où est située "La Poste", et connait une très grande affluence.
- Le Corso Fleuri a lieu chaque année depuis 1950 le dimanche des Rameaux et en nocturne le 13 juillet pour les fêtes populaires.
- Le Raid Aventure Pélissanne ayant lieu chaque année au mois de mai depuis 2013 est une course d'obstacles organisée par l’association sportive le X-terra Aventure Pélissanne.

### Personnalités liées à la commune
- Pierre Bottero, l'auteur de La Quête d'Ewilan, de Les Mondes d'Ewilan, etc. y a demeuré jusqu'à sa mort le 8 novembre 2009.
- Costanzo W. Figlinesi, peintre impressionniste italien y est décédé le 21 août 1991.
- Louis Jacques Mandé Daguerre, il immortalisa le clocher d'origine de Pélissanne (avant le tremblement de terre de 1909) lors de sa première expérience publique de photographie en août 1837.
- Jean-Loup Chrétien, 1er spationaute français, demeura à Pélissanne de 1970 à 1977 alors qu'il était pilote d'essais au centre d'essais en vol d'Istres.
- Franck Chevallier, athlète français, ancien directeur technique national vécut à Pélissanne.
- Pierre Gaulon, auteur de littérature jeunesse et de Polars résidant à Pélissanne. Son roman La Faille se déroule dans la campagne pélissannaise.
- Antoine Pierre Jaubert (1748-1822), avocat au parlement de Provence, député des Bouches-du-Rhône de 1802 à 1808, est né à Pélissanne.

### Héraldique
| Armes de Pélissanne | Les armes peuvent se blasonner ainsi : D'azur à un pélican d'or, au chef d'argent, chargé de trois flammes de gueules. |

## Économie
- Pélissanne fait partie de la métropole d'Aix-Marseille-Provence.

## Culture et patrimoine

### Monuments et lieux touristiques

#### Monuments laïques

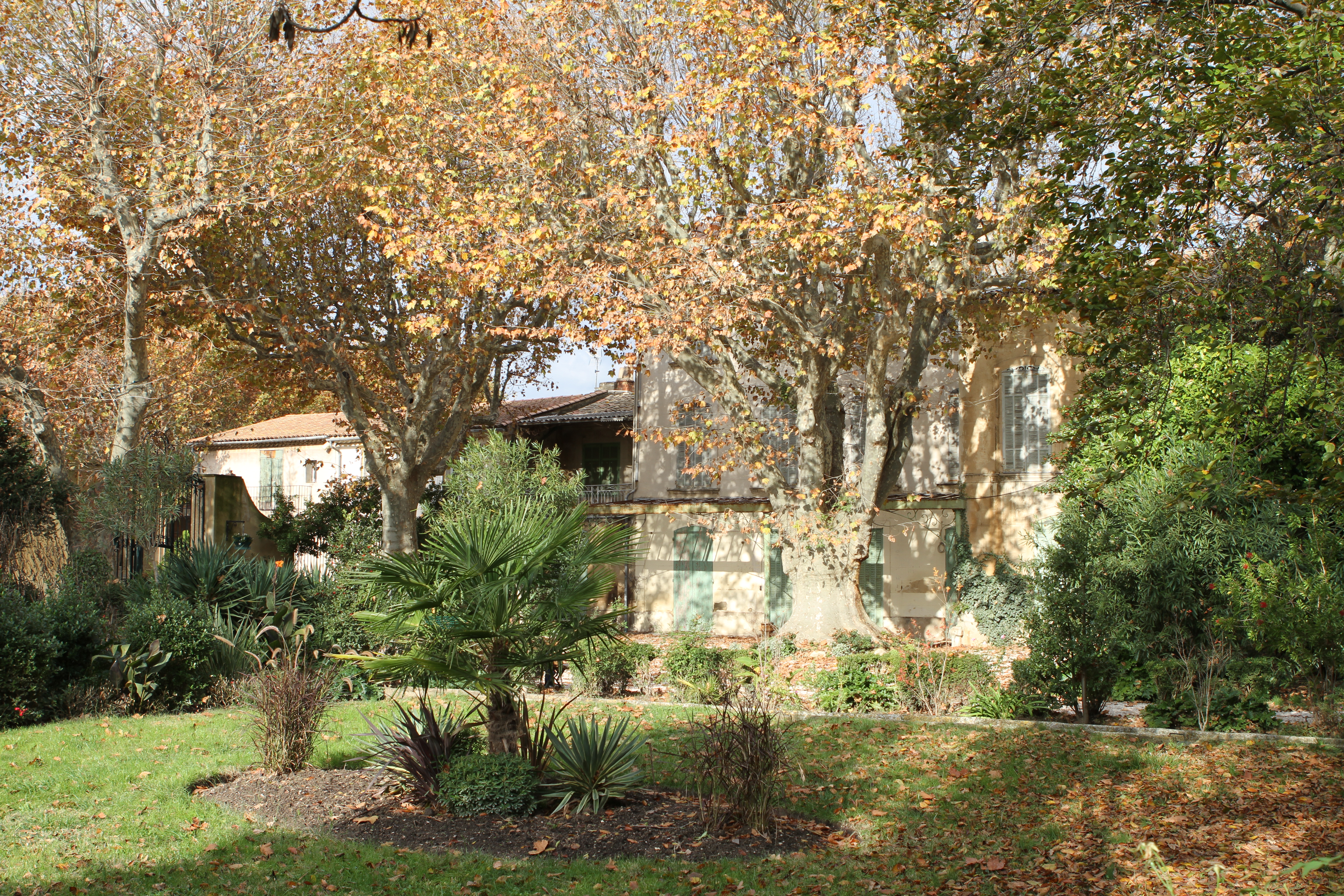
Parc Maureau.

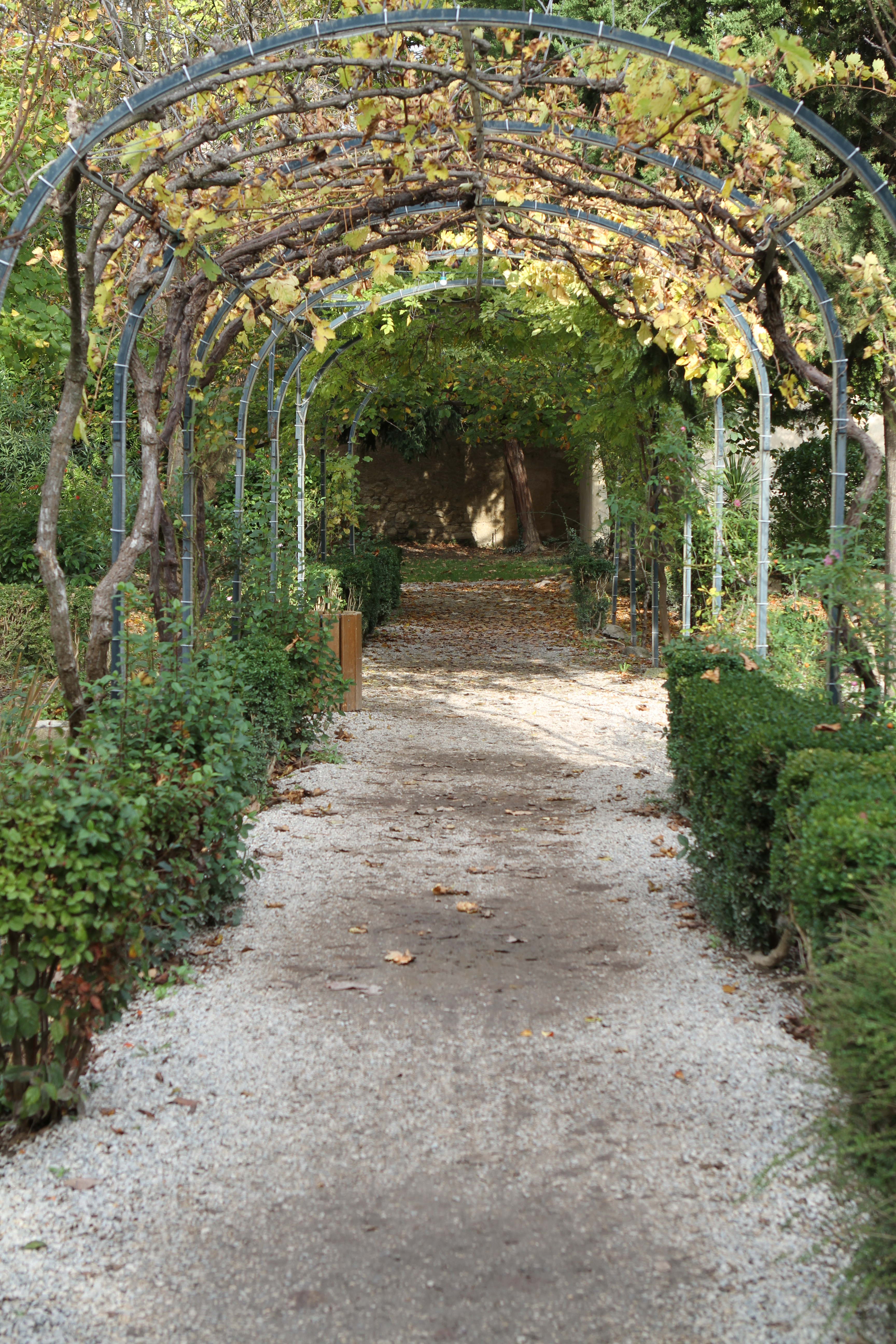
Parc Maureau.

- Le centre-ville historique : ancienne cité fortifiée.
- Le beffroi est édifié en 1556 à l’emplacement du pont-levis qui commandait l'entrée du castrum. Lors de sa reconstruction en 1702, on le pare d’un magnifique dôme en fer forgé, œuvre du maître horloger Quintrand de Lambesc et quelques années plus tard d’un cadran solaire sur la façade sud.
- La fontaine du Pélican a été inaugurée en 1770. Construit en pierre de Calissanne, son bassin en forme de trèfle entoure une colonne surmontée d'une sculpture représentant les armes de la ville. Elle est classée monument historique depuis 1942.
- Le lavoir des Passadouïres XIXe siècle, construit en 1863 afin de dégager l'ancien lavoir de la place Cabardel devenu trop encombré. Le lavoir est remarquable par ses cinq bassins rectangulaires et son séchoir encore utilisé aujourd'hui.
- Le moulin à huile des Costes.
- Le canal de Craponne XVIe siècle.
- Les ruines du château de la Penne.
- Les voies romaines et pré-romaines.
- La borne milliaire de Bidoussanne,  Inscrit MH (1941)[22].

#### Monuments religieux
- L'église Saint-Maurice de Pélissanne de style dorique italien date de 1824. Elle est consacrée à saint Maurice et saint Jean Chrysostome. L'édifice a été inscrit au titre des monuments historiques en 1994[23].
Le clocher quant à lui, date de 1625. Détruit lors du séisme de 1909 en Provence, sa reconstruction s'est achevée en 1913.
- La chapelle des Pénitents gris.
- La chapelle Saint-Laurent.

#### Espaces verts
- Le parc Maureau.
- Le parc Saint-Martin.
- Les bords de la Touloubre.

### Patrimoine culturel
- Le Musée archéologique municipal, est fermé depuis 2006 . Il situé dans l'ancien hôtel de ville, édifice inscrit en 1976 au titre de monument historique[24].

### Patrimoine naturel
Le massif des Costes est l'étendue de collines se situant sur les communes d'Alleins, Aurons, Lambesc, Pélissanne et Salon-de-Provence. Ses collines sont plus ou moins boisées, en fonction des nombreux incendies, laissant place à la garrigue.

### Galerie

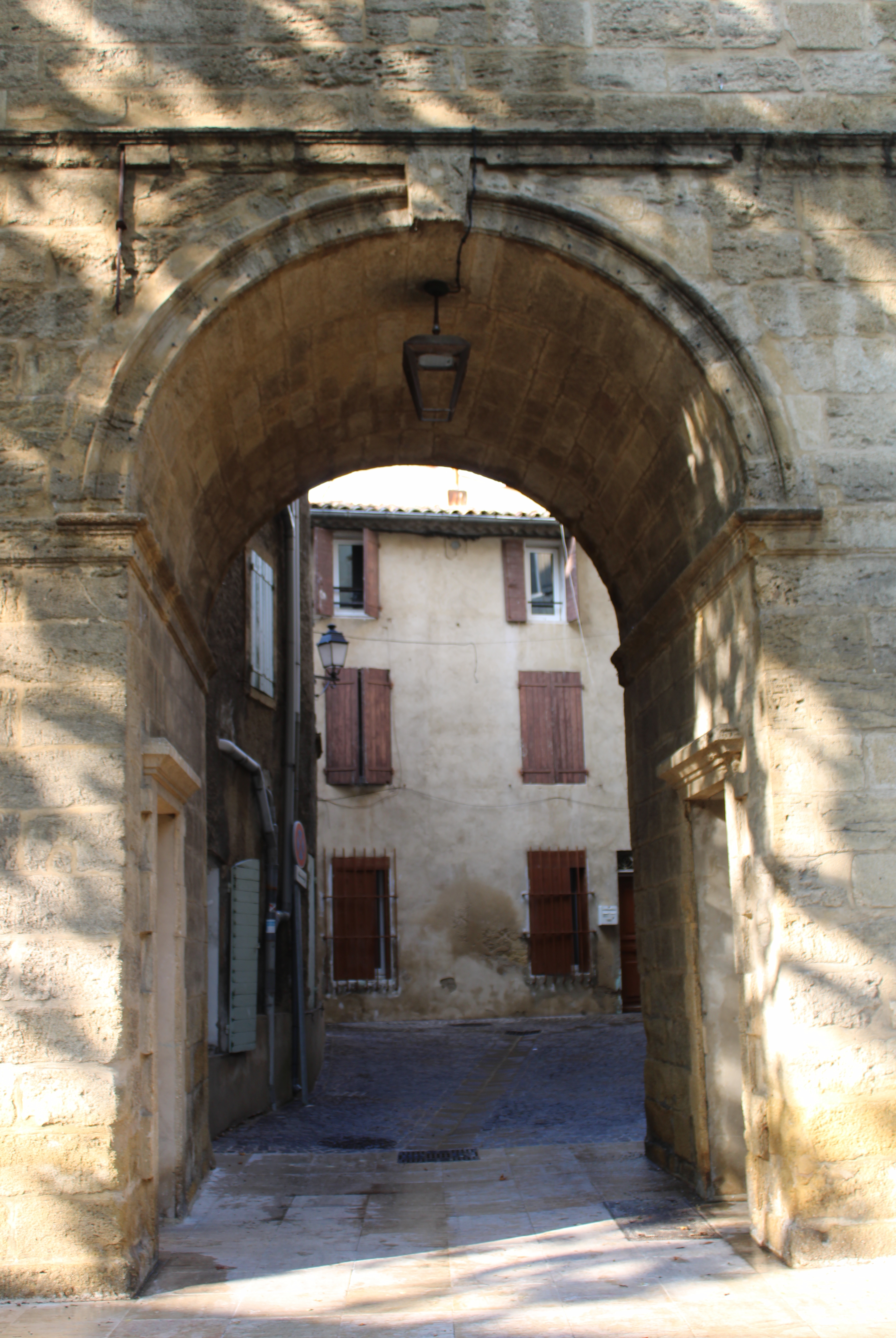
La porte du beffroi, entrée dans la vieille ville .
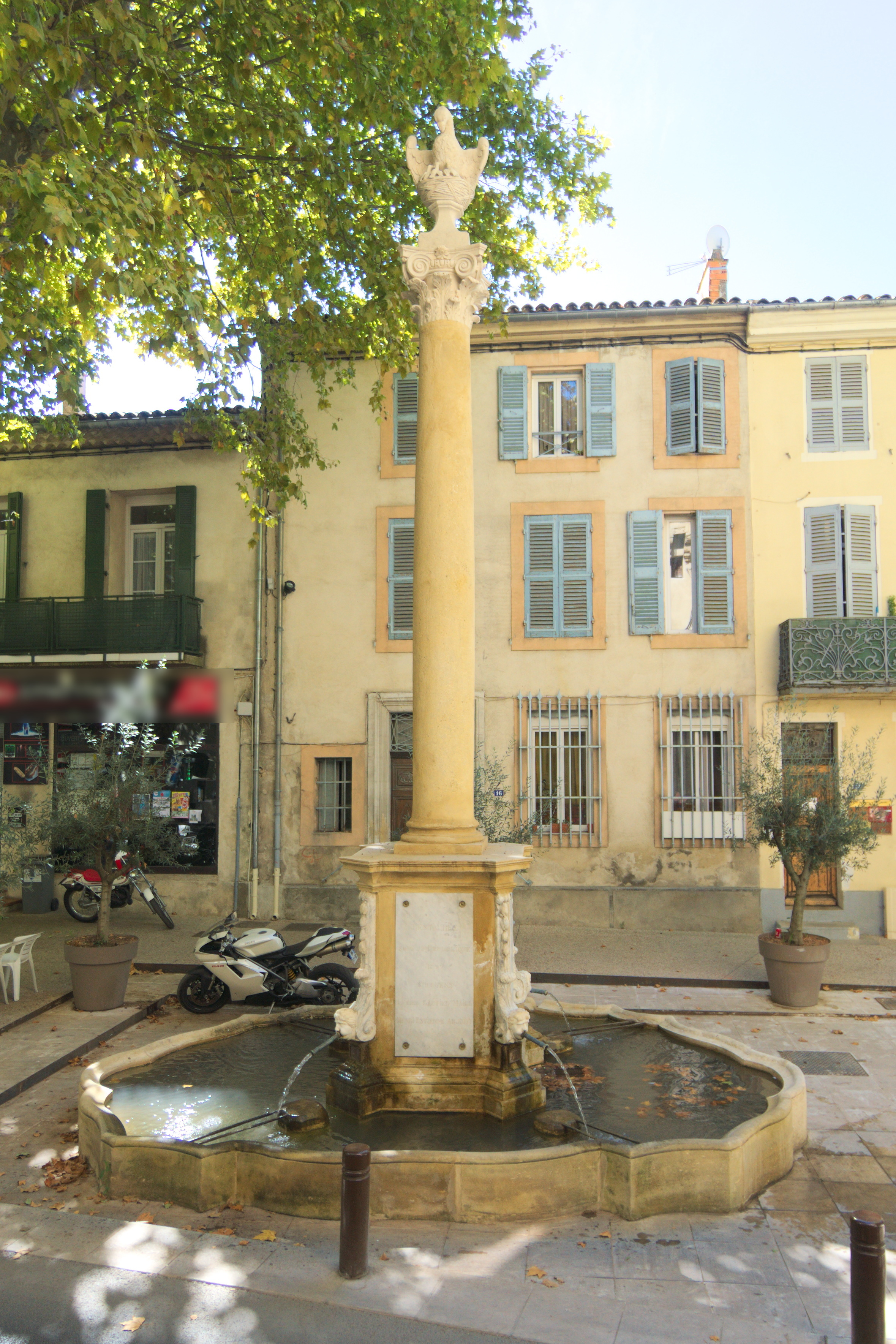
La fontaine du pélican .
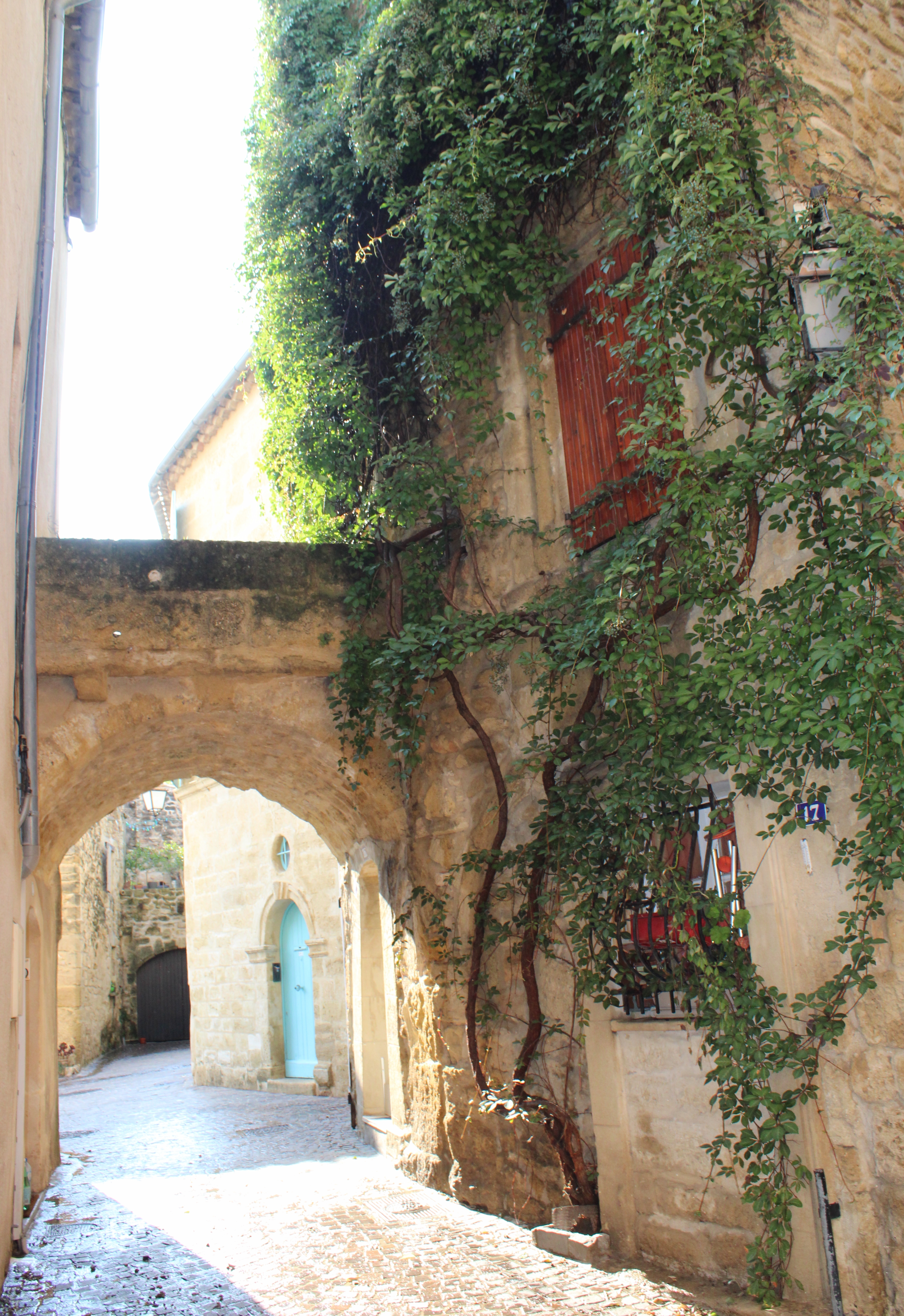
Passage couvert dans une rue de la vieille ville.
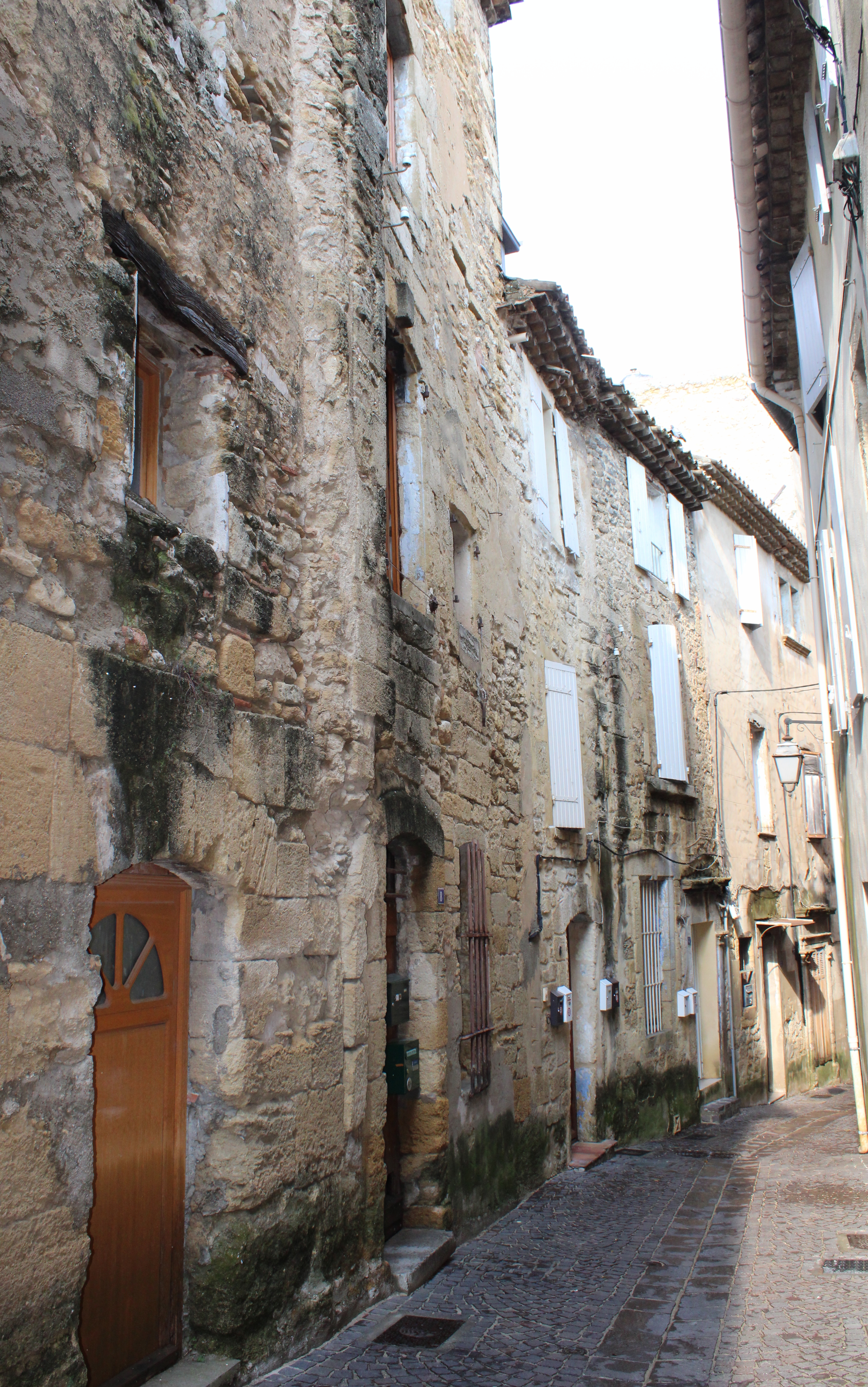
Une rue de la vieille ville.
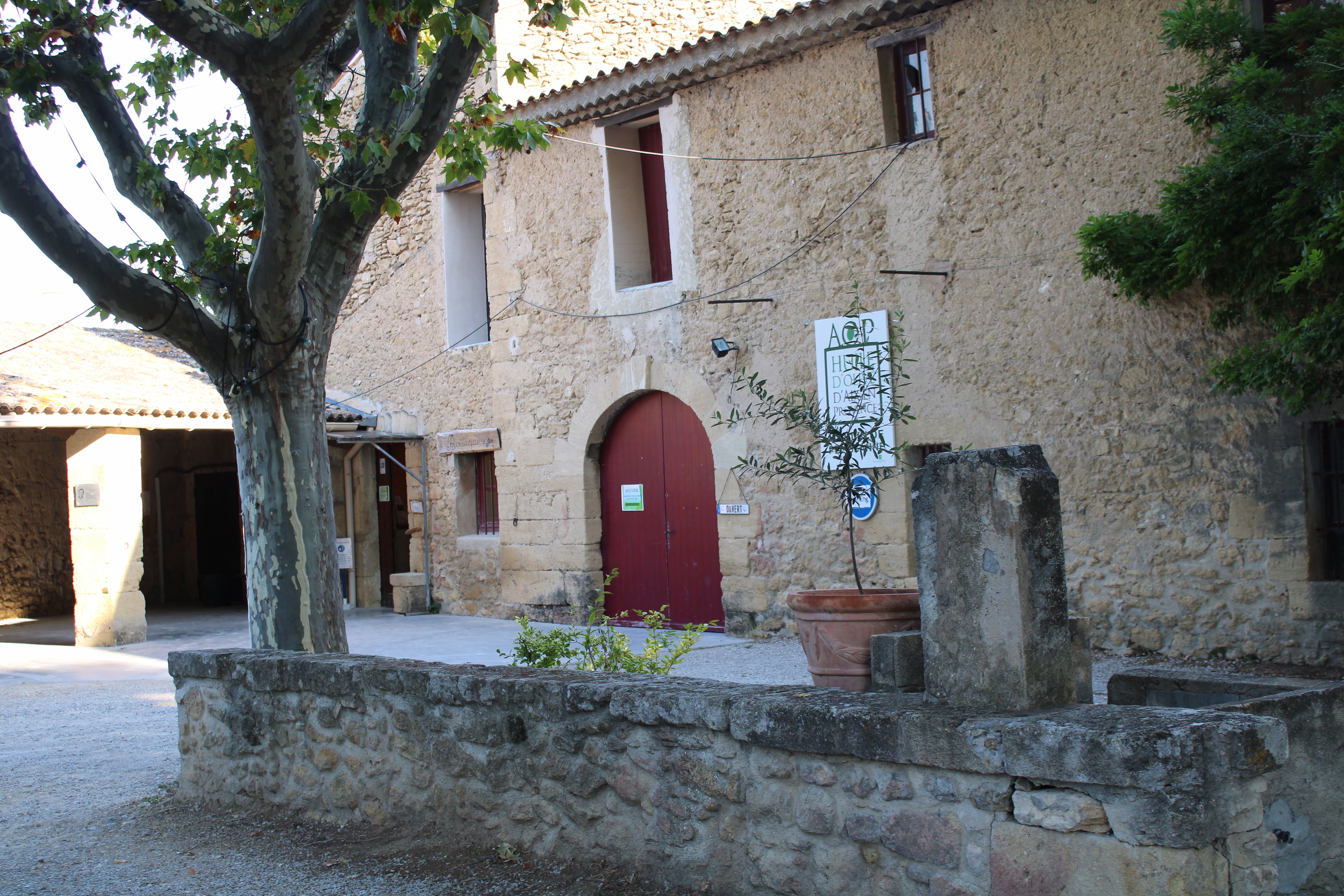
Le moulin à huile des Costes.